# Valentina Vezzali

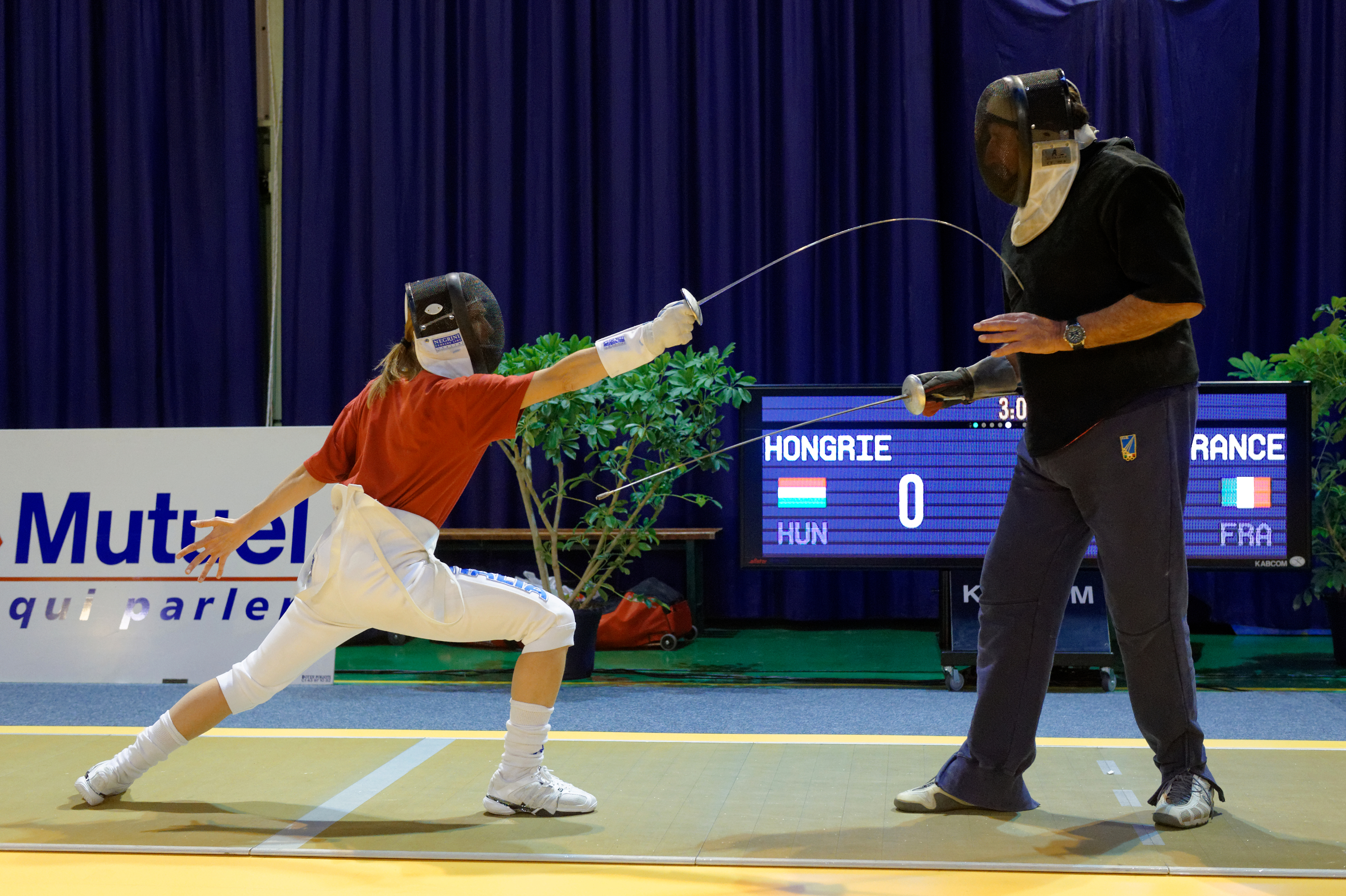
Valentina Vezzali na planszy szermierczej

Maria Valentina Vezzali (ur. 14 lutego 1974 w Jesi) – włoska florecistka. Najbardziej utytułowana zawodniczka w historii światowej szermierki. Wielokrotna medalistka igrzysk olimpijskich, mistrzostw świata i Europy. Posłanka do Izby Deputowanych XVII kadencji.

## Życiorys

### Kariera sportowa
Trenowała szermierkę, specjalizując się we florecie. W 1989 zdobyła złoto indywidualnie na mistrzostwach świata kadetów w Lizbonie. Na rozgrywanych rok później mistrzostwach świata juniorów w Mödling była trzecia. Następnie zwyciężała na mistrzostwach świata kadetów w Göteborgu w 1990 i w Foggii w 1991. W 1992 była indywidualnie druga na mistrzostwach świata juniorów w Genewie, a na mistrzostwach świata juniorów w Denver w następnych roku zwyciężyła. Ponadto podczas mistrzostw świata juniorów w Meksyku w 1994 zdobyła złoto indywidualnie i srebro drużynowo.
Podczas mistrzostw świata w Atenach w 2014 zdobyła srebrny medal w drużynie. Na tych samych zawodach była też druga indywidualnie, przegrywając w finale z Rumunką Reką Szabo. W rywalizacji drużynowej zdobywała następnie złote medale na mistrzostwach świata w: Hadze (1995), Kapsztadzie (1997), Le Chaux-de-Fonds (1998), Nîmes (2001), Nowym Jorku (2004), Antalyi (2009), Paryżu (2010), Budapeszcie (2013), Kazaniu (2014) i Moskwie (2015). Ponadto wielokrotnie zdobywała medale w turniejach indywidualnych mistrzostw świata, w tym złote w Seulu (1999), Nîmes (2001), Hawanie (2003), Lipsku (2005), Petersburgu (2007) oraz Katanii (2011). Łącznie zdobyła 26 medali, 14 drużynowo (10 złotych i 4 srebrne) oraz 12 indywidualnie (6 złotych, 2 srebrne i 4 brązowe).
Wystartowała na igrzyskach olimpijskich w Atlancie w 1996, zdobywając srebrny medal w turnieju indywidualnym. W finale przegrała z Rumunką Laurą Badeą 10:15. Na tych samych zawodach Włoszki w składzie: Francesca Bortolozzi, Giovanna Trillini i Valentina Vezzali zdobyły złoty medal drużynowo. Na rozgrywanych cztery lata później igrzyskach olimpijskich w Sydney zwyciężała w obu tych konkurencjach. Następnie zdobyła złoto indywidualnie na igrzyskach olimpijskich w Atenach w 2004, gdzie w walce finałowej pokonała Giovannę Trillini 15:11. Kolejne dwa medale wywalczyła podczas igrzysk olimpijskich w Pekinie w 2008. W turnieju indywidualnym ponownie zwyciężyła, tym razem pokonując reprezentantkę Korei Południowej Nam Hyun-hee 6:5. W zawodach drużynowych Włoszki zajęły trzecie miejsce, pokonując w walce o brązowy medal Węgierki. Brała też udział w igrzyskach olimpijskich w Londynie w 2012, gdzie razem z Elisą Di Franciscą, Arianną Errigo i Ilarią Salvatori zdobyła drużynowo złoty medal. W rywalizacji indywidualnej była trzecia, plasując się za Elisą Di Franciscą i Arianną Errigo. Tym samym medale olimpijskie wywalczyła na pięciu kolejnych igrzyskach olimpijskich, jednocześnie ustanawiając rekord sześciu zdobytych złotych medali.
Zdobyła również 21 medali mistrzostw Europy, w tym 13 złotych: pięć razy w indywidualnie (1998, 1999, 2001, 2009 i 2010) oraz osiem razy w drużynie (1999, 2001, 2009, 2010, 2011, 2012, 2014 i 2015).
Zakończenie kariery sportowej ogłosiła w 2016.

### Działalność zawodowa i polityczna
Ukończyła szkołę średnią o profilu handlowym. Została zawodową policjantką w ramach Polizia di Stato.
W 2013 premier Mario Monti zaprosił ją do startu z listy Wyboru Obywatelskiego i koalicji Z Montim dla Włoch w wyborach do Izby Deputowanych. Valentina Vezzali przyjęła tę propozycję, uzyskując mandat posłanki XVII kadencji. Wykonywała go do końca kadencji w 2018. W marcu 2021 Mario Draghi powierzył jej stanowisko podsekretarza stanu przy premierze (przekazano jej sprawy dotyczące sportu). Funkcję tę pełniła do końca urzędowania gabinetu w 2022. Wcześniej w tym samym roku przystąpiła do partii Forza Italia.

## Życie prywatne
Jej mężem został piłkarz Domenico Giugliano. Ma dwoje dzieci.

## Odznaczenia
Odznaczona Krzyżem Komandorskim (2000) oraz Krzyżem Wielkiego Oficera (2008) Orderu Zasługi Republiki Włoskiej.

## Osiągnięcia
Ogółem
|                      |    |   |   |    |   |   |    |    |   |
| Igrzyska olimpijskie | 3  | 1 | 1 | 3  | 0 | 1 | 6  | 1  | 2 |
| Mistrzostwa świata   | 6  | 2 | 4 | 10 | 4 | 0 | 16 | 6  | 4 |
| Mistrzostwa Europy   | 5  | 3 | 2 | 8  | 1 | 2 | 13 | 4  | 3 |
| Ogółem               | 14 | 6 | 7 | 21 | 5 | 3 | 35 | 11 | 9 |

Szczegółowo
| Rok  | Igrzyska olimpijskie | Igrzyska olimpijskie | Mistrzostwa świata | Mistrzostwa świata | Mistrzostwa Europy | Mistrzostwa Europy | Puchar świata |
| ---- | -------------------- | -------------------- | ------------------ | ------------------ | ------------------ | ------------------ | ------------- |
| Rok  | ind.                 | druż.                | ind.               | druż.              | ind.               | druż.              | Puchar świata |
| 1993 |                      |                      | 6                  |                    | 3                  |                    |               |
| 1994 |                      |                      | 2                  | 2                  |                    |                    |               |
| 1995 |                      |                      | 3                  | 1                  |                    |                    |               |
| 1996 | 1                    | 2                    |                    |                    |                    |                    | 1             |
| 1997 |                      |                      | 1                  |                    |                    |                    | 1             |
| 1998 |                      |                      | 3                  | 1                  | 1                  | 3                  | 2             |
| 1999 |                      |                      | 1                  |                    | 1                  | 1                  | 1             |
| 2000 | 1                    | 1                    |                    |                    |                    |                    | 1             |
| 2001 |                      |                      | 1                  | 1                  | 1                  | 1                  | 1             |
| 2002 |                      |                      |                    |                    |                    |                    | 1             |
| 2003 |                      |                      | 1                  |                    | 2                  | 2                  | 1             |
| 2004 | 1                    |                      |                    | 1                  |                    |                    | 1             |
| 2005 |                      |                      | 1                  |                    |                    |                    |               |
| 2006 |                      |                      | 2                  | 2                  |                    |                    | 4             |
| 2007 |                      |                      | 1                  |                    | 2                  | 3                  | 1             |
| 2008 | 1                    | 3                    |                    |                    |                    | 5                  | 1             |
| 2009 |                      |                      | 5                  | 1                  | 1                  | 1                  | 2             |
| 2010 |                      |                      | 3                  | 1                  | 1                  | 1                  | 1             |
| 2011 |                      |                      | 1                  | 2                  | 2                  | 1                  |               |
| 2012 | 3                    | 1                    |                    |                    | 7                  | 1                  |               |
| 2013 |                      |                      |                    | 1                  |                    |                    |               |
| 2014 |                      |                      | 3                  | 1                  | 3                  | 1                  |               |
| 2015 |                      |                      |                    | 1                  | 5                  | 1                  |               |
| 2016 |                      |                      |                    | 2                  |                    |                    |               |